# Pithecellobium pithecolobioides
Pithecellobium pithecolobioides é uma espécie vegetal da família Fabaceae.
Pode ser encontrada nos seguintes países: Argentina e Paraguai.
Está ameaçada por perda de habitat.